# بطولة أوروبا لألعاب القوى 2024 – رمي القرص للسيدات
أقيمت منافسات رمي القرص للسيدات في بطولة أوروبا لألعاب القوى 2024 في ملعب أولمبيكو في روما، إيطاليا يومي 7 و8 يونيو. حققت الكرواتية ساندرا إلكاسيفيتش ميداليتها الذهبية السابعة على التوالي في رمي القرص للسيدات في بطولة أوروبا لألعاب القوى، انطلقت بقوة منذ البداية وسجلت أفضل رقم شخصي لها هذا الموسم 67.04 مترًا، في الجولة الافتتاحية، متجاوزةً جميع منافساتها. أضافت الهولندية يورينده فان كلينكن ميدالية فضية أخرى إلى ميداليتها التي فازت بها في مسابقة الرمي في اليوم السابق. وحصدت ليليان كا أول ميدالية كبرى لها في فئة الكبار في سن السابعة والثلاثين. وكان تسجيل اللاعبة البرتغالية في الجولة الثانية لمسافة 64.53 مترًا كافيًا للحصول على الميدالية البرونزية.

## ملخص المسابقة
| حدث               | الذهبية                           | الفضية                            | البرونزية                   |
| ----------------- | --------------------------------- | --------------------------------- | --------------------------- |
| رمي القرص للسيدات | ساندرا إلكاسيفيتش · كرواتيا (CRO) | يورينده فان كلينكن · هولندا (NED) | ليليانا كا · البرتغال (POR) |

## الجدول
جميع الأوقات بالتوقيت المحلي (UTC+2)
| تاريخ         | وقت   | الجولة   |
| ------------- | ----- | -------- |
| 07 يونيو 2024 | 12:15 | التصفيات |
| 08 يونيو 2024 | 21:37 | النهائي  |

## النتائج
| رموز واختصارات في رياضة ألعاب القوى |
| --- |
| \| NR : رقم وطني (رقم جديد في السجل الوطني) OR : رقم أولمبي (رقم جديد في السجل الأولمبي) PB : رقم شخصي (أفضل رقم شخصي) SB : أفضل أداء شخصي في الموسم (الأفضل في الموسم) WL : أفضل أداء عالمي لهذا العام (رائد عالمي) WR : رقم عالمي (رقم قياسي عالمي) ER : رقم قياسي أوروبي EL : أفضل نتيجة للموسم في أوروبا DNF: لم يكمل السباق DNS: لم يبدأ السباق DQ : استبعاد (عدم الأهلية) NM : لم يتم تسجيل أي اختبار صحيح (لا توجد علامة) Q : التأهل "مباشرة" إلى الجولة التالية (أو إلى المسابقة التالية)، خلال مسابقة كبرى بفضل الترتيب أو تحقيق الحد الأدنى q : التأهل إلى الجولة التالية (أو المسابقة التالية)، خلال مسابقة كبرى بفضل إعادة التصفيات أو تحقيق أحد أفضل العروض بين أولئك "غير المتأهلين بشكل مباشر" (بفضل أفضل وقت أو أفضل مسافة) x : محاولة فاشلة \| |
| NR : رقم وطني (رقم جديد في السجل الوطني) OR : رقم أولمبي (رقم جديد في السجل الأولمبي) PB : رقم شخصي (أفضل رقم شخصي) SB : أفضل أداء شخصي في الموسم (الأفضل في الموسم) WL : أفضل أداء عالمي لهذا العام (رائد عالمي) WR : رقم عالمي (رقم قياسي عالمي) ER : رقم قياسي أوروبي EL : أفضل نتيجة للموسم في أوروبا DNF: لم يكمل السباق DNS: لم يبدأ السباق DQ : استبعاد (عدم الأهلية) NM : لم يتم تسجيل أي اختبار صحيح (لا توجد علامة) Q : التأهل "مباشرة" إلى الجولة التالية (أو إلى المسابقة التالية)، خلال مسابقة كبرى بفضل الترتيب أو تحقيق الحد الأدنى q : التأهل إلى الجولة التالية (أو المسابقة التالية)، خلال مسابقة كبرى بفضل إعادة التصفيات أو تحقيق أحد أفضل العروض بين أولئك "غير المتأهلين بشكل مباشر" (بفضل أفضل وقت أو أفضل مسافة) x : محاولة فاشلة       |

### جولة التصفيات
معيار التأهل للجولة النهائية هي مسافة 62.50 مترًا أو تتأهل أفضل 12 لاعبة أداءً.
| المركز | المجموعة | الرياضية              | البلد    | #1    | #2    | #3    | النتيجة | ملاحظة |
| ------ | -------- | --------------------- | -------- | ----- | ----- | ----- | ------- | ------ |
| 1      | A        | ساندرا إلكاسيفيتش     | كرواتيا  | 58.54 | 65.62 |       | 65.62   | Q      |
| 2      | A        | يورينده فان كلينكن    | هولندا   | 56.11 | 65.12 |       | 65.12   | Q, SB  |
| 3      | A        | ليليانا كا            | البرتغال | 64.72 |       |       | 64.72   | Q, SB  |
| 4      | B        | ماريك شتايناكر        | ألمانيا  | 59.98 | 59.61 | 63.30 | 63.30   | Q      |
| 5      | A        | شانيس كرافت           | ألمانيا  | 62.44 | x     | x     | 62.44   | q      |
| 6      | B        | ميلينا روبرت ميشون    | فرنسا    | 59.68 | 60.71 | 61.90 | 61.90   | q      |
| 7      | B        | إرينا رودريغوس        | البرتغال | 60.43 | 61.32 | 58.28 | 61.32   | q      |
| 8      | B        | كايسا ماري ليندفورس   | السويد   | 59.89 | 61.22 | x     | 61.22   | q      |
| 9      | B        | كلودين فيتا           | ألمانيا  | 60.46 | 60.96 | x     | 60.96   | q      |
| 10     | A        | فانيسا كامغا          | السويد   | x     | 59.26 | 60.88 | 60.88   | q      |
| 11     | B        | ماريا تولي            | كرواتيا  | 57.72 | 60.67 | 60.65 | 60.67   | q      |
| 12     | B        | ألكسندرا إميليانوف    | مولدوفا  | 60.65 | x     | x     | 60.65   | q      |
| 13     | A        | ديزي أوساكو           | إيطاليا  | 60.10 | 58.48 | 60.03 | 60.10   |        |
| 14     | A        | داريا زابافسكا        | بولندا   | 56.88 | 59.02 | 58.66 | 59.02   |        |
| 15     | B        | ليزا بريكس بيدرسن     | الدنمارك | 51.62 | 57.64 | x     | 57.64   |        |
| 16     | A        | أماندا نغاندو نتومبا  | فرنسا    | 56.78 | 57.07 | 56.03 | 57.07   |        |
| 17     | A        | ستيفانيا ستروميو      | إيطاليا  | 57.04 | 53.81 | 55.18 | 57.04   |        |
| 18     | A        | لوسيا ليكو            | كرواتيا  | 53.50 | 56.97 | 52.70 | 56.97   | PB     |
| 19     | A        | إيفا غامبس            | ليتوانيا | 53.48 | 56.56 | 54.67 | 56.56   |        |
| 20     | A        | أنيسوفي هارتمان نيلسن | الدنمارك | 55.72 | x     | 55.73 | 55.73   |        |
| 21     | B        | أوزلم بيسيريك         | تركيا    | x     | 53.52 | 55.73 | 55.73   |        |
| 22     | B        | فيرونيكا موزينسكا     | بولندا   | 55.62 | x     | 53.02 | 55.62   |        |
| 23     | A        | كارولينا أوربان       | بولندا   | 55.47 | x     | 54.21 | 55.47   |        |
| 24     | A        | هيلينا ليفيلاتي       | فنلندا   | x     | 55.22 | 52.66 | 55.22   |        |
| 25     | B        | سالا سيبونين          | فنلندا   | 54.58 | 54.24 | 54.92 | 54.92   | =SB    |
| 26     | B        | دورا كيريكس           | المجر    | 52.92 | 47.08 | 51.15 | 52.92   |        |
| 27     | B        | إيما ليونغبرغ         | السويد   | 51.98 | x     | x     | 51.98   |        |
|        | B        | إميلي كونتي           | إيطاليا  | x     | x     | x     | NM      |        |

### النهائي
بدأت المباراة النهائية في 8 يونيو الساعة 21:37. عُدِّلت النتائج بعد ثبوت خطأ في تسجيل محاولة فانيسا كامغا الثالثة، إذ كانت أقرب إلى 60 مترًا من المسافة المسجلة. ولو سُجِّلت بشكل صحيح، لما كانت كامغا ضمن الثمانية الأوائل بعد الجولات الثلاث الأولى، ولما تأهلت للمحاولات الثلاث الأخيرة. وبالتالي، أُلغيت رمياتها الرابعة والخامسة والسادسة، وغُيِّر مركزها الأصلي من الخامس إلى التاسع..
| المركز | الرياضية            | البلد    | #1    | #2    | #3    | #4    | #5    | #6    | النتيجة | ملاحظات |
| ------ | ------------------- | -------- | ----- | ----- | ----- | ----- | ----- | ----- | ------- | ------- |
| الأول  | ساندرا إلكاسيفيتش   | كرواتيا  | 67.04 | x     | 65.40 | 66.34 | x     | 62.25 | 67.04   | SB      |
| الثاني | يورينده فان كلينكن  | هولندا   | 61.68 | 63.21 | 64.47 | 63.37 | x     | 65.99 | 65.99   | SB      |
| الثالث | ليليانا كا          | البرتغال | 61.42 | 64.53 | x     | 61.43 | x     | 63.09 | 64.53   |         |
| 4      | إرينا رودريغوس      | البرتغال | 62.09 | 60.78 | 62.76 | 62.23 | x     | 61.28 | 62.76   |         |
| 5      | كلودين فيتا         | ألمانيا  | 60.45 | 61.59 | 62.65 | 61.99 | 62.52 | x     | 62.65   |         |
| 6      | شانيس كرافت         | ألمانيا  | 59.51 | 60.28 | 61.73 | x     | 59.93 | 60.05 | 61.73   |         |
| 7      | ميلينا روبرت ميشون  | فرنسا    | 60.87 | 60.53 | 60.70 | 61.65 | 59.87 | x     | 61.65   |         |
| 8      | ماريا تولي          | كرواتيا  | 60.76 | 61.27 | x     | 61.42 | x     | x     | 61.42   |         |
| 9      | فانيسا كامغا        | السويد   | 60.62 | x     | 61.68 | 62.71 | x     | 61.28 | 60.62   | PB      |
| 10     | كايسا ماري ليندفورس | السويد   | 59.31 | 60.28 | x     |       |       |       | 60.28   |         |
| 11     | ألكسندرا إميليانوف  | مولدوفا  | 60.24 | x     | 59.30 |       |       |       | 60.24   |         |
| 12     | ماريك شتايناكر      | ألمانيا  | x     | 59.72 | 52.62 |       |       |       | 59.72   |         |